# Anthony-Robert Lee
Anthony-Robert Lee (* 1976) ist ein deutsch-britischer Landwirt, Agrar-Influenzer und Kommunalpolitiker (parteilos, ehemals CDU, Freie Wähler) aus Rinteln an der Weser.

## Leben und Wirken
Nach einer Ausbildung zum KfZ-Mechaniker, Dienst bei Bundeswehr und Polizei bewirtschaftet er heute mit seiner Familie einen Hof auf der Domäne des Klosters Möllenbeck bei Rinteln. Seit 2017 ist er Mitglied im Stadtrat und stellvertretender Ortsbürgermeister von Rinteln. Durch den Landesvorstand der Freien Wähler Niedersachsen wurde er einstimmig zu deren Spitzenkandidaten zur Wahl des Europäischen Parlaments am 9. Juni 2024 nominiert. Bis Juni 2024 war er Bundessprecher des LsV Deutschland e.V., den er verließ, da ihm der Rückhalt seiner Vorstandskollegen fehlte.
Lee ist unter anderem für seine Ausführungen auf seinem Social-Media-Kanal Landwirtschaft er.LEE.ben mit Anthony Lee auf Facebook und YouTube bekannt, bei YouTube hat er aktuell über 200.000 Abonnenten.

## Kontroversen
Als Sprecher des LsV Deutschland wurden ihm wiederholt rechtsradikale beziehungsweise rechtsextreme Äußerungen nachgesagt. Die taz kritisierte seine im Rahmen einer Rede im September 2021 getroffenen Äußerungen. Im Januar 2024 beantwortete er die Frage der rechtsradikalen Influencerin Eva Vlaardingerbroek, warum „die Politiker“ hinter den Landwirten „her“ seien und sie „zerstören“ möchten: mit der Aussage „Ich glaube, es gibt viele Gründe. Der wichtigste: Die wollen unser Land. Die wollen unser Land, um darauf Industrie zu bauen, Häuser. Häuser für Flüchtlinge oder wen auch immer.“ Unter anderem von der Zeit sowie aus dem Bauernstand wurde diese Aussage als rechtsextrem eingestuft. Ferner sprach Anthony Lee bei einer Veranstaltung der AfD in Niedersachsen.
2021 äußerte er bei einer Veranstaltung der Werteunion: „Mein Vater war britischer Soldat bei der Rheinarmee. Und mein Opa war Waffen-SS-Offizier. Das heißt also, wenn ich Klartext spreche, hat das seine Gründe.“
Lee stellte auch den menschengemachten Klimawandel infrage.
Nachdem die Agrarsoziologin Janna Luisa Pieper (Universität Göttingen) in der NDR-Sendung Hallo Niedersachsen Lee „rechtspopulistische und rechtsextreme Positionen“ vorgeworfen hatte, verklagte er sie auf Unterlassung, scheiterte aber in mehreren Instanzen vor Gericht.
In einem Bericht des vom 19. Februar 2024 des NDR zur Person Anthony-Robert Lee trifft die niedersächsische Innenministerin Daniela Behrens (SPD) die Aussage, dass von Seiten des Verfassungsschutzes keinerlei Hinweise auf rechtsextreme Tendenzen im Zusammenhang mit den aktuellen Bauernprotesten vorliegen würden.
Im November 2024 war Lee Hauptredner bei der Demonstration „Bielefeld steht auf. Gegen den Volksbankrott. Lichterspaziergang“, zu der unter anderem die Querdenken-Bewegung eingeladen hatte. Dort warb er für ein Regierungs-Bündnis von Union und AfD. Als die Freien Wähler daraufhin ein Parteiordnungsverfahren gegen ihn einleiteten, trat er aus der Partei aus.